# Burkhard Heim
Burkhard Heim (ur. 9 lutego 1925 w Poczdamie, zm. 14 stycznia 2001) – niemiecki fizyk teoretyczny. Poświęcił znaczącą część życia, pracy nad swoją teorią pola zwaną teorią Heima.

## Osoby związane z Heimem
- Pascual Jordan
- Werner Heisenberg
- Carl Friedrich von Weizsäcker
- Hans-Peter Dürr